# Woodhenge
Woodhenge es una formación neolítica de clase I y circular. Es un monumento localizado en el condado de Wiltshire, Inglaterra, a unos 3 kilómetros al noreste de Stonehenge en la parroquia de Durrington, al norte de Amesbury. Woodhenge forma parte del conjunto megalítico de Stonehenge, Avebury y sitios relacionados que fue proclamado Patrimonio de la Humanidad por la Unesco en 1986.
Los restos que se encuentran son los agujeros donde se fijaban los troncos que formaban el círculo, habiéndose marcado con hitos de hormigón.